# Inès El Batoul Taleb
Pour les articles homonymes, voir Taleb.
Inès El Batoul Taleb (née le 24 juillet 2004) est une escrimeuse algérienne, avec pour arme de prédilection l'épée.

## Biographie
Inès El Batoul Taleb remporte la médaille d'argent à l'épée individuelle aux Championnats d'Afrique d'escrime 2023 au Caire, s'inclinant en finale contre la Kényane Alexandra Ndolo ; elle est aussi médaillée de bronze en épée par équipes lors de ces Championnats.